# Spiral (Eisbahn)
Koordinaten: 36° 42′ 39″ N, 138° 9′ 27″ O
Die Spiral (japanisch スパイラル Supairaru) ist eine Kunsteisbahn für Rennrodeln, Bobsport und Skeleton im Nagano City Bobsleigh and Luge Park (engl. für den Nagano-shi Bobsleigh/Luge Park, jap. 長野市ボブスレー・リュージュパーク) in der Stadt Nagano, der Hauptstadt der japanischen Präfektur Nagano. Sie liegt im Ortsteil Nakasone im früher eigenständigen Asakawa im Norden des heutigen Stadtgebiets von Nagano.
Ihren Namen verdankt die Bahn ihren vielen Kurven und den dynamischen Bewegung der Schlitten.

## Geschichte
Mit der Vergabe der Olympischen Winterspiele 1998 an Nagano im Jahr 1990 musste eine Bob- und Rodelbahn errichtet werden. Im November 1993 begannen hierzu die Bauarbeiten, die im März 1996 abgeschlossen wurden. Die Gesamtkosten beliefen sich auf 10,1 Mrd. Yen. Ralf Mende, der bei der Rennschlitten- und Bobbahn Altenberg arbeitete, wurde zur Hilfe gezogen, um das Personal bei der Herstellung des Eises zu schulen. Mende und seine Mitarbeiter arbeiteten während den Olympischen Spielen 18 Stunden pro Tag, damit die Dicke des Eises stets 2 bis 3 Zentimeter betrug. Zudem wurden Sonnenschirme eingesetzt, damit eine Temperatur von −10 bis −15 Grad eingehalten werden konnte. Um gute Bedingungen zu gewährleisten, fanden die Wettkämpfe der Spiele erst nachmittags statt. Insgesamt gibt es 56 Sensoren auf der gesamten Bahn, um die Eistemperatur und -dicke konstant zu halten.
Nach der Jahrtausendwende fanden auf der Bahn die Skeleton-Weltmeisterschaft 2003 und die Rennrodel-Weltmeisterschaften 2004 statt.

## Bahnrekorde
| Disziplin                 | Nation/Athleten                  | Datum            | Zeit     |
| ------------------------- | -------------------------------- | ---------------- | -------- |
| Rodeln – Einsitzer Männer | David Möller                     | 13. Februar 2004 | 48,813 s |
| Rodeln – Einsitzer Frauen | Silke Kraushaar                  | 14. Februar 2004 | 49,744 s |
| Rodeln – Doppelsitzer     | Patric Leitner & Alexander Resch | 14. Februar 2004 | 49,279 s |